# Dilso Sperafico
Dilso Sperafico (Santa Rosa, 9 de agosto de 1953) é um empresário, engenheiro agrônomo e político brasileiro, outrora deputado federal por Mato Grosso do Sul.

## Biografia
Filho de Ismael Vicente Sperafico e Olinda Joanina Rizzi Sperafico. Engenheiro Agrônomo formado pela Universidade Estadual do Norte do Paraná em 1977, chegou a Mato Grosso do Sul nesse mesmo ano, pouco depois de sancionada a lei que criou o respectivo estado.
Filiado ao PFL por oito anos a partir de 1985, migrou para o PMDB elegendo-se deputado federal em 1994, mas não disputou a reeleição. Após deixar o parlamento assumiu uma diretoria na Sperafico Agroindustrial e filiou-se ao PSDB em 2007 e no ano seguinte vendeu parte de suas ações para a multinacional anglo-suíça Glencore.
Seu irmão, Dilceu Sperafico, foi deputado federal pelo Paraná.